# Michel Éon
Ne doit pas être confondu avec Michel Déon.
Michel Éon (1927-2012) est un haut fonctionnaire et homme politique français.

## Biographie
Né le 9 juin 1927 dans le 15e arrondissement de Paris, Michel Éon est licencié en droit et ès lettres, et diplômé d'études supérieures en histoire.
Après son service militaire, il est en 1950 maître auxiliaire au lycée Voltaire. Ayant passé le concours de la préfectorale, il occupe divers postes de chef de cabinet de préfet et de sous-préfet. En 1980, il devient préfet délégué pour la police auprès du préfet des Bouches-du-Rhône. De 1981 à 1984, il est préfet de l'Yonne, avant d'être envoyé à Monaco comme conseiller de gouvernement pour l'Intérieur jusqu'en 1993.